# Palatine (Illinois)
Palatine è un comune degli Stati Uniti d'America, situato in Illinois, nella contea di Cook, a nord-ovest di Chicago.